# François-Marie Le Maistre de La Garlaye
François-Marie Le Maistre de La Garrelaye (né à Derval le 22 novembre 1700 - mort le 5 juin 1776) est un religieux catholique français. Il a été évêque de Clermont.

## Biographie
François-Marie Le Maistre de La Garrelaye, issu d'une famille bretonne originaire du diocèse de Nantes, est le fils de Jean-René Le Maistre, comte de L'Orme, seigneur de La Garrelaye et de Chavigné, lieutenant-colonel d'infanterie, et d'Anne-Elisabeth de Scépeaux. Il nait au château de La Garrelaye. Il est ordonné prêtre en 1725, reçu chanoine-comte de Lyon en 1728 et devient vicaire général de ce même diocèse en 1732. En 1730, il devient aumônier de Louis XV. 
Abbé commendataire de Chéhéry depuis 1734, il est ensuite nommé évêque de Clermont le 30 octobre 1742. Confirmé le 28 janvier 1743, il est consacré le 24 février suivant par Pierre Guérin de Tencin l'archevêque de Lyon et reçoit en commende l'abbaye de Moreilles dans le diocèse de La Rochelle. Il « purge » son diocèse des jansénistes notamment les oratoriens de Riom mais en 1762 se porte garant des Jésuites. Il poursuit son épiscopat jusqu'à sa mort en 1776 dans son palais épiscopal de Clermont.

## Prononciation
On doit prononcer [lagarlai] (la-gare-lai). La famille Le Maître de la Garrelaye (ou Garlais ou Garrelaye) possédait le château de la Garrelaye en Derval (Loire-Atlantique). La prononciation de cette terminaison en Bretagne se prononce toujours en "lai".

## Divers
Une rue dans le centre de Clermont-Ferrand et une station de tram porte son nom. Elle est orthographiée de façon erronée Lagarlaye et non La Garlaye (ou mieux, de La Garlaye).